# Руда (Яворовский район)
Руда (укр. Руда) — село в Яворовской городской общине Яворовского района Львовской области Украины.
Население по переписи 2001 года составляло 176 человек. Занимает площадь 0,263 км². Почтовый индекс — 81011. Телефонный код — 3259.